# A.T.M.O.S., deuxième partie
A.T.M.O.S., deuxième partie est le cinquième épisode de la quatrième saison de la deuxième série de la série télévisée de science-fiction britannique Doctor Who. Il conclut l'histoire entamée avec le 4e épisode.

## Accroche
L’atmosphère de la planète est peu à peu envahie par le gaz toxique. Le Docteur confie à Donna la clef du TARDIS. Mais à peine a-t-elle le temps d’y mettre le pied que celui-ci est téléporté par les Sontariens au sein de leur vaisseau.
De son côté, UNIT planifie une destruction du vaisseau sontarien en orbite autour de la Terre par un missile nucléaire.

## Distribution
- David Tennant : Le Docteur
- Catherine Tate : Donna Noble
- Freema Agyeman : Martha Jones
- Billie Piper : Rose Tyler
- Bernard Cribbins : Wilfred Mott
- Jacqueline King : Sylvia Noble
- Ryan Sampson : Luke Rattigan
- Rupert Holliday-Evans : Colonel Mace
- Christopher Ryan : Général Staal
- Dan Starkey : Commandant Skorr
- Clive Standen : Soldat Harris
- Wesley Theobald : Soldat Gray
- Christian Cooke : Ross Jenkins
- Meryl Fernandes : Étudiante
- Leeshon Alexander : Étudiant
- Bridget Hodson : Capitaine Price
- Kirsty Wark : Elle-même
- Lachele Carl : Journaliste américaine
- Jack Steed : Lieutenant Skree

## Résumé
Le Docteur essaie de désactiver les dispositifs ATMOS alors que Sylvia libère Wilfred de sa voiture en faisant voler en éclats le pare-brise à l’aide d’une hache. Le Docteur conseille à la famille de Donna de rentrer chez elle et de calfeutrer fenêtres et portes au maximum. Lui et Donna retournent à l'usine ATMOS, où le Docteur avertit UNIT de ne pas engager le combat avec les Sontariens. Le Docteur demande à Donna de rester dans le TARDIS, pour sa propre sécurité, mais les Sontariens le localisent et le téléportent à bord de leur vaisseau. Pendant ce temps, le clone de Martha a donné l'information et le contrôle aux Sontariens sur les systèmes informatiques d'UNIT.
Le Docteur parle au général Staal et apprend que la guerre entre les Sontariens et leurs ennemis héréditaires les Rutans est en train de tournée à l’avantage de ces derniers. Du coup, les Sontariens veulent convertir la Terre en une planète d'élevage afin de créer plus de troupes à l’aide du clonage. Lorsque les Sontariens empêchent UNIT de lancer un missile nucléaire sur leur vaisseau, grâce à l’intervention du clone Martha, le Docteur comprend que le vaisseau est à l’abri de la conversion atmosphérique, entamée sur terre. UNIT s'efforce d'attaquer l'usine ATMOS, mais les Sontariens repoussent facilement leurs troupes. UNIT envisage une contre-attaque avec l’appui du porte-avions Valiant, ce qui met en alerte les Sontariens. En apercevant le TARDIS, et tout en continuant à parler avec le général Staal, le Docteur envoie à Donna un message codé et lui dit de trouver et de relancer les commandes de téléportation. Après l'offensive d’UNIT, le Docteur s'aventure dans l'usine et découvre la vraie Martha dans l'un des dispositifs de clonage Sontarien. Ayant longtemps suspecté la vérité, le Docteur réveille la vraie Martha, ce qui tue le clone. Il dit à Martha de tout faire pour empêcher UNIT de lancer des missiles sur le vaisseau Sontarien.
Le Docteur raconte à Donna comment utiliser les commandes de téléportation pour retourner sur Terre, puis utilise la téléportation pour renvoyer le TARDIS sur Terre. Il se téléporte, avec Martha, à l'institution de Rattigan, trouvant celui-ci désemparé par la catastrophe qu'il a causée sur Terre. Le Docteur récupère les équipements nécessaires pour construire son convertisseur atmosphérique, qui mettra fin à la menace du gaz toxique à travers le monde. Le gaz toxique brûle dans l'atmosphère et la Terre est sauvée. Le Docteur, conscient que les Sontariens n'accepteront pas leur défaite, estime qu'il doit leur donner une chance de se retirer. Il se téléporte vers le navire Sontarien et offre à Staal la possibilité de partir, mais Staal, pensant que le Docteur bluffe, l'encourage à les détruire. Humilié, Rattigan réactive la téléportation et change de place avec le docteur, se sacrifiant pour activer l'appareil et détruire les Sontariens.
Par la suite, Martha dit au revoir à Donna et au Docteur à l'intérieur du TARDIS et se prépare à rentrer chez elle. Cependant, avant de pouvoir s’éloigner, les portes du TARDIS clignotent brusquement et disparaissent. Ré-aspirée à bord du TARDIS, Martha est transportée avec le Docteur et Donna vers une destination inconnue, alors que le liquide entourant la main coupée du Docteur commence à entrer en ébullition.

## Continuité
- Alors que Donna cherche à contacter le Docteur à l'intérieur du TARDIS, on voit brièvement l'écran du vaisseau afficher l'image de Rose Tyler en train de hurler.
- Le Valiant dans lequel se passe la fin de Que tapent les tambours et une grande partie de Le Dernier Seigneur du temps est utilisé dans cet épisode pour évacuer la fumée autour de l'usine ATMOS[1].
- Le Docteur explique au Colonel Mace qu'il préfère avoir affaire au Brigadier. Il s'agit du chef de la section anglaise de UNIT, le Brigadier Lethbridge-Stewart qui est apparu dans l'épisode de la première série « The Web of Fear » en 1968 et qui est apparu dans plus d'une centaine d'épisodes de la première série. La réponse est que le Brigadier est officiellement bloqué au Pérou, une excuse que l'on entend plusieurs fois.
- Dans la version originale, lorsque le Docteur reçoit un masque à gaz de la part de UNIT il se met à pousser la phrase « Are you my mummy ? » (« Es-tu ma maman ? ») en référence à l'épisode Drôle de mort/Le Docteur danse. Ce gag a été supprimé de la version française.
- Le Docteur fait rapidement mention de Jack Harkness auprès de Martha.
- À la fin de l'épisode, on revoit au fond du TARDIS le bocal contenant la main du Docteur.

### Continuité avec leWhoniverse
- La guerre interminable que mènent les Sontariens rappelle le conflit qui sert de prétexte à l'enlèvement de jeunes Terriens dans Warriors of Kudlak (The Sarah Jane Adventures).

## Production
Cet épisode et le précédent ont été filmés début septembre 2007.
Durant le tournage, le réalisateur Douglas Mackinnon voulait que dans la scène finale, pour montrer l'anormalité, la colonne du milieu du TARDIS s'agite rapidement de haut en bas, ce qui causa finalement des dégâts bénins sur les décors de la série.
Comme bien des épisodes de la série, les scènes montrant différents journaux télévisés sont des écrans de BBC News 24 dont on a coupé le logo.
Lorsque Martha Jones discute avec son clone qui agonise, on entend une reprise du thème de Martha.